# Zoltán Jékely
Zoltán Jékely (n. 24 aprilie 1913, Aiud – d. 20 martie 1982, Budapesta) a fost un scriitor și traducător maghiar, fiul lui Lajos Áprily.
Zoltán Jékely se numără printre cei mai apreciați traducători ai operei lui Mihai Eminescu în limba maghiară. În anul 1953 a publicat în limba maghiară traducerea basmului Călin Nebunul (Bolond Kalin), iar în 1975 a publicat traducerea nuvelei Sărmanul Dionis (Szegény Dionis).
A tradus, de asemenea, scrieri ale lui Lucian Blaga.